# (1080) Orchis
(1080) Orchis est un astéroïde de la ceinture principale découvert le 30 août 1927 par l'astronome allemand Karl Reinmuth à l'observatoire du Königstuhl près de Heidelberg. Sa désignation provisoire était 1927 QB. Il tire son nom de l'Orchis, un genre d'Orchidées.